# K. Szabó Gábor
K. Szabó Gábor (Téglás, 1962. június 19. –) magyar atléta, középtávfutó.

## Életrajzi adatok
Általános iskolai tanulmányait Tégláson végezte. Tanulmányait Debrecenben a 
Csokonai Vitéz Mihály Gimnáziumban folytatta.
Felsőfokú végzettségét a Debreceni Egyetem Műszaki Karán szerezte meg.

## Klubjai, edzői
Hajdú Vasas 1974-1980-ig, Debreceni MVSC 1980-1984-ig, Budapesti Honvéd 1984-1988-ig, Micro SC 1988-1989-ig. Sportpályafutása idején több edzővel dolgozott együtt. Tíz éven keresztül 1974-1984-ig Bese Gyula tanítványa volt. Ezt követően Dr. Török János edzősködött Gábor mellett 1984-1987-ig. Babinyecz Józseffel 1986-1988-ig dolgozott.

## Egyéni csúcsok
- 1500 méter: 3:38,7
- 3000 méter: 7:47,4
- 5000 méter: 13:33
- 10 000 méter: 28:39,20

## Elért eredményei
- Pályafutása alkalmával összesen harminc alkalommal volt Magyar válogatott.
- Felnőtt magyar bajnokságok száma összesen: 12.
- Hét alkalommal futott magyar országos csúcsot.

### Nemzetközi versenyek
- Ifjúsági Európa-bajnok: 5000 m (1981, Utrecht)
- Ifjúsági Európa-bajnokság 5. helyezett: (1979, Bydgoszcz)

- IBV győzelem: 1500 m és 3000 m (1979, Prága), 1500 m (1980, Santiago De Cuba)
- IBV 2. helyezett: 3000 m (1980)
- IBV 3. helyezett: 800 m, 1500 m (1978, Bukarest)
- IBV 6. helyezett: 3000 m (1978)

- Európa kupa 4. helyezett 10 000 méter Varsó
- Baráti hadseregek Szpartakiádja 1. helyezett 5000 méter Varsó
- Fedett pályás Európa-bajnokság 4. helyezett 3000 méter (1986, Madrid)
- Junior mezeifutó vb 16. helyezett egyéni, 10. csapat (1980, Párizs)